# Marko Šuler
Marko Šuler, né le 9 mars 1983 à Slovenj Gradec en Yougoslavie (auj. en Slovénie), est un footballeur international slovène évoluant au poste de défenseur central.

## Biographie
Marko participe à la Coupe du monde 2010 en Afrique du Sud avec la Slovénie.

## Palmarès
NK Dravograd
- Champion de Slovénie de D2 en 2002.

 ND Gorica
- Champion de Slovénie en 2005 et 2006

 KAA La Gantoise
- Vainqueur de la Coupe de Belgique en 2010

 Hapoël Tel-Aviv
- Vainqueur de la Coupe d'Israël en 2012

 Legia Varsovie
- Champion de Pologne : 2013
- Vainqueur de la Coupe de Pologne : 2013

 NK Maribor
- Champion de Slovénie en 2014, 2015 et 2017
- Vainqueur de la Coupe de Slovénie en 2016.
- Vainqueur de la Supercoupe de Slovénie en 2014.